# 日本眼形成再建外科学会
日本眼形成再建外科学会（にほんがんけいせいさいけんげかがっかい、英語：Japan Society of Ophthalmic Plastic and Reconstructive Surgery） は、眼部領域における疾患とその治療法について、機能と整容面を考慮した再建手術に関する知見や研究内容を共有し、眼科と形成外科の垣根を超えた診療と治療技術の発展を促進するために設立された学会。2013年(平成25年)に設立。事務局を東京都渋谷区恵比寿4-20-4　恵比寿ガーデンプレイス グラススクエア PORTAL POINT Ebisu #B5に置いている。

## 活動
- 学術集会・総会の開催（年１度）[1] 第9回学術集会は2022年4月9日−10日WEBにて開催された。第10回学術集会は2023年6⽉3日-4日北海道大学学術交流会館にて開催予定。会員向け学会雑誌（電子版）の創刊、ニュースレターの発行（電子版と学会での印刷物配布）、理事会報告、学会報告記、開催予定の学会予告、海外論文の要約と紹介など。
- 一般の方向コンテンツ[2] 日常的な疾患に対する、分かりやすい説明と治療法を紹介、学会ウェブサイト上から、手術を受けられる施設の紹介、
- 会員向け動画コンテンツの提供[3] 学会や手術の動画を閲覧できるSurgical Box（動画閲覧サイト）
- セミナーの開催 手術手技の向上を目指し、ウェットラボや実技練習を随時開催。

## 学会誌
日本眼形成再建外科学会誌を2022年3月創刊。PDFで発行し、抄録は『眼科臨床紀要』眼科臨床紀要HPに掲載。

## 関連学会
- 日本眼科学会
- 日本眼科手術学会
- 日本眼科医会
- 日本眼瞼義眼床手術学会
- 日本眼腫瘍学会
- 日本形成外科学会